# Marcel Proust
Marcel Proust, teljes nevén Valentin Louis Georges Eugene Marcel Proust (Párizs, 1871. július 10. – Párizs, 1922. november 18.) francia regényíró, esszéista és kritikus, akit leginkább mint Az eltűnt idő nyomában című regényfolyam szerzőjét ismernek. A hétkötetes mű, melyet a 20. század egyik legjelentősebb regényeként tartanak számon, 1913–1927 között jelent meg – az utolsó három a szerző halálát követően.

## Életrajz
Proust Auteuilben született Párizs déli részén (az akkoriban elmaradott 16. kerületben), nagybátyja otthonában. Születése idején zajlott a párizsi kommün elnyomását követő erőszakhullám, gyerekkora egybeesik a harmadik francia köztársaság megszilárdulásával. Az eltűnt idő nyomában nagy részében azokat a hatalmas változásokat írja le, melyek az arisztokrácia hanyatlásához és a középosztály felemelkedéséhez vezettek Franciaországban a harmadik köztársaság idején és a század végén.
Proust apja, Achille Adrien Proust, katolikus hitű, híres doktor és járványkutató volt, aki a kolera okait, és annak európai és ázsiai továbbterjedését tanulmányozta, gyógymódot keresve a betegségre. Számos cikket és könyvet írt a gyógyszerekről és a higiéniáról. 1870-ben házasságot kötött Jeanne Clémence Weil-el, egy gazdag és művelt zsidó család sarjával. Proust anyja irodalmilag képzett és olvasott volt, levelei jól fejlett humorérzékről árulkodnak. Fia az ő ösztönzésére kezdte meg John Ruskin műveinek fordítását.
Kilencéves korában volt Proust első komoly asztmarohama, mely után saját maga, családja és barátai betegeskedő gyerekként kezelték. Proust hosszú pihenőket töltött Illiers faluban. Ez a falu és nagybátyja Auteuil-i háza szolgált a képzelt Combray város modelljéül nagyregényében, mint legfontosabb helyszín. (1971-ben, a prousti centenáriumi ünnepségek alkalmával Illiers-t átkeresztelték Illiers-Combray-re).
1882-től Proust a Lycée Condorcet diákja volt. Allergikus asztmája ellenére Proust egy évet szolgált a francia hadseregben (1889-90). Az Orléans-i Coligny Caserne-ban szerzett tapasztalatait regénye harmadik kötetében egy hosszú epizódban írta le. Leszerelése után jogi tanulmányokba kezdett a Sorbonne-on. Még ugyanabban az évben ismerkedett meg Henri Bergson filozófussal. Proust fiatal korában dilettáns és sikeres törtető volt, azonban írói törekvéseit a még kialakulatlan stílusa erősen akadályozta. Ekkoriban szerzett hírneve mint irodalmi sznob, szintén hozzájárult ahhoz, hogy Az eltűnt idő nyomában első kötetét csak saját költségén tudta kiadatni (1913, Bernard Gasset kiadó).
Proust elsősorban anyjához kötődött, de mindkét szülőtől ösztönzést kapott a hasznos munkára. Hogy apja egy komolyabb karrier iránti elvárását leszerelje, befejezte jogi tanulmányait. 1896 nyarán önkéntesnek jelentkezett a Mazarine Könyvtárba, de mivel betegeskedése miatt több időt töltött betegállományban mint munkában, eldöntötte, hogy felmond. Valójában soha nem dolgozott, soha nem mozdult ki szülei lakásából egészen addig, míg azok mindketten meg nem haltak.
Proust homoszexuális volt, és bár nyilvánosan nem vállalta szexuális hovatartozását, ő volt az egyik első európai író, aki terjedelmesen foglalkozott a homoszexualitás témájával. Többek között szexuális kapcsolata volt Reynaldo Hahn zongoraművész és zeneszerzővel.
1900 és 1905 között Proust élete és családi környezete jelentősen megváltozott. 1903 februárjában testvére, Robert elhagyta a családi otthont és megházasodott. Apjuk ugyanannak az évnek a szeptemberben halt meg. Végül pedig, és ez érintette Proustot a legmélyebben, 1905 szeptemberében anyja is meghalt. Jelentős öröksége, melynek révén milliomossá és függetlenné vált, megváltoztatta életét. Ennek a váratlan szerencsének, gazdaggá és függetlenné válásának ellenére egészsége ezt követően mindinkább romlott.
Proust élete utolsó három évét betegsége miatt jórészt elzárkózva, parafával bélelt hálószobájában töltötte, ahol nappal aludt, este pedig regényén dolgozott, kisebb sétákkal megszakítva az írást. A nappali zajok és a fények súlyos asztmarohamokat okoztak nála. 1922. november 18-án halt meg tüdőgyulladásban. November 22-én a párizsi Père-Lachaise temetőben temették el szülei mellé.

## Korai művei

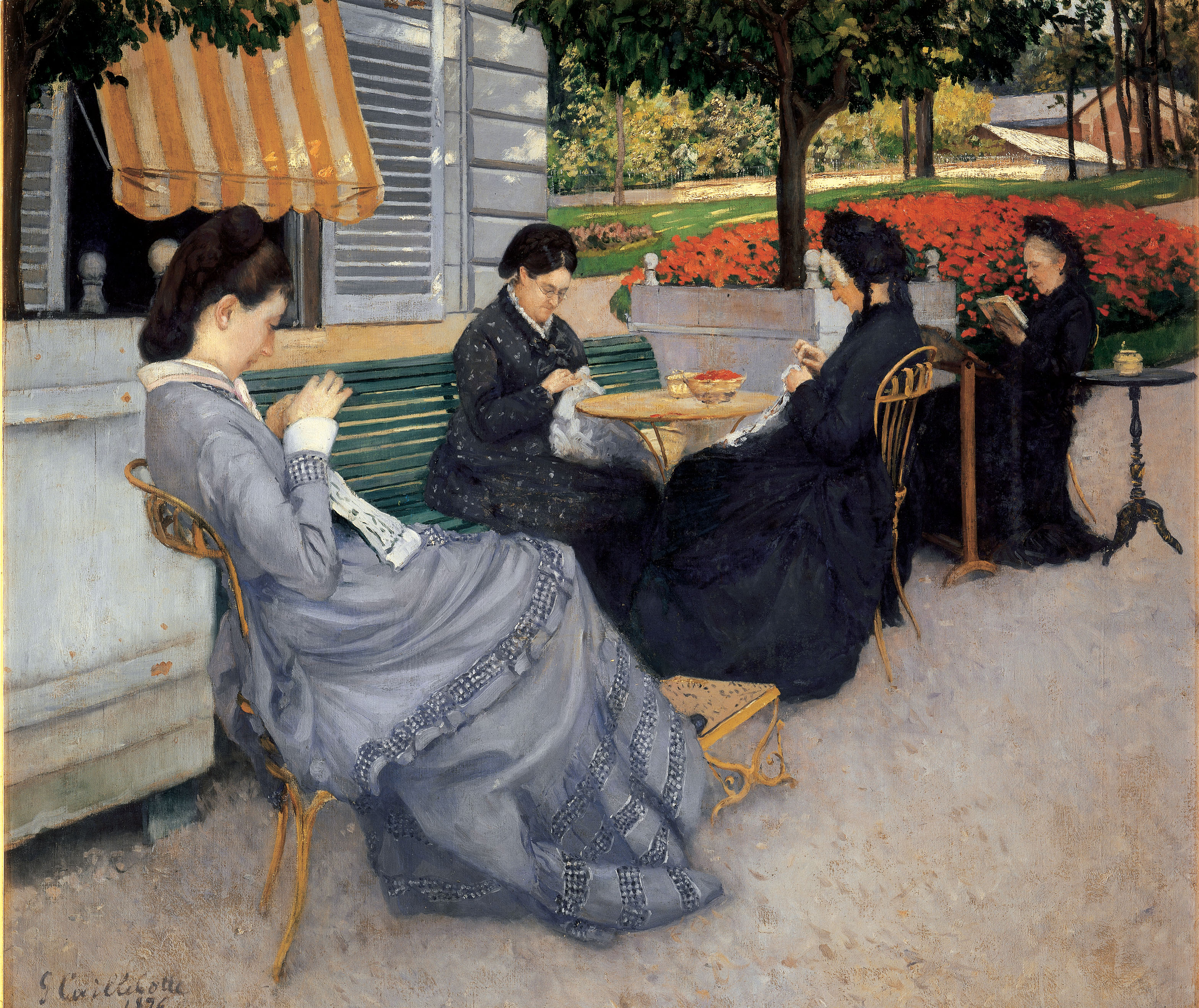
Caillebotte – így nézhetett ki Combray

Proust ifjú korától írogatott, első munkái iskolai lapokban jelentek meg. 1890-91-ben egy rendszeresen megjelenő társasági lapot alapított Le Mensuel címmel. 1892-ben alapítója volt a Le Banquet irodalmi folyóiratnak, melyben a következő években kisebb írásokat publikált. Ugyanakkor művei megjelentek a tekintélyes La Revue Blanche-ban is.
1896 júliusában jelent meg Les Plaisirs et les Jours c. könyve (Gyönyörűségek és napok, illetve más fordításokban: Örömök és napok, ritkábban: Az örömök és a napok), mely több korai írását tartalmazza. A könyvhöz Anatole France írt előszót. 1897 februárjában Proust párbajba keveredett a kritikus Jean Lorrain-nel, amiért kétértelmű megjegyzést tett Proust művére. Proust segédje egy barátja, Jean Béraud festő volt.
Ugyanabban az évben kezdett dolgozni Jean Santeuil című regényén, mely csak jóval halála után, 1954-ben, befejezetlenül jelent meg. A regény számos momentuma, így az emlékezés rejtélye és az öntükrőződés átkerült Az eltűnt idő nyomában című művébe. A szülők portréja a Jean Santeul-ben meglehetősen nyers, azzal a kiforrottabb és megejtőbb ábrázolással szemben, amely főművében olvasható. A Gyönyörűségek és napok szerény méltatásának következtében 1897-ben ideiglenesen, majd 1899-ben teljesen abbahagyta a mű írását.
1895 elején Proust sok időt töltött olvasással – tanulmányozta Carlyle-t, Emersont és John Ruskint. Olvasmányai révén finomítani kezdte nézeteit a művészetről, és a művész szerepéről a társadalomban: a művész felelőssége, hogy szembenézzen a természettel, következtessen lényegére, és magyarázza meg azt saját műalkotásában. Ruskin művészetről vallott nézetei erős hatással voltak Proustra. Művei annyira fontossá váltak számára, hogy saját bevallása szerint Ruskin több könyvét fejből tudta (The Seven Lamps, Architecture, The Bible Amiens, Praeterita).
Proust két Ruskin-művet is elkezdett franciára fordítani, de akadályozta munkáját az angol nyelv pontatlan ismerete. Hogy fordítási kísérletének sikertelenségét kompenzálják, csoportmunka kezdődött: anyja fordításának vázlatait Proust ellenőrizte, azután az angol Marie Nordlinger (aki Proust szeretőjének, Reynaldo Hahnnak volt az unokatestvére), végül maga Proust is csiszolt rajta a közös munka folyamán. Mikor összeütközésbe került egy szerkesztővel, Proust azt mondta: „nem állítom, hogy ismerem az angol nyelvet, de ismerem Ruskint”. (Ruskin 1900 januárjában halt meg.) A The Bible of Amiens fordítása végül 1904-ben jelent meg Proust előszavával. A fordítás és az előszó kedvező visszhangra talált. Henri Bergson úgy vélte, hogy az előszó „fontos adalék Ruskin pszichológiájához”, és dicsérte fordításáért is. A publikálás idején Proust már dolgozott Ruskin Szezámok és liliomok című művén, amit 1905 júniusában fejezett be, nem sokkal anyja halála előtt. A kötet 1906-ban jelent meg.
Az irodalomtörténészek és kritikusok kimutatták, Ruskinon kívül Proustra irodalmi vonatkozásban főképp Saint-Simon, Montaigne, Stendhal, Flaubert, George Eliot, Dosztojevszkij és Lev Tolsztoj hatottak. Filozófiai és történeti szempontból Henri Bergson (filozófus), Paul Desjardins (filozófus) és Albert Sorel (történész) hatottak rá. Bergsonhoz családi kötelék is kötötte (Bergson Proust unokabátyja volt), így valószínű, hogy a személyes kapcsolat Proustot közelebb vitte Bergson gondolkodásához. Időhöz kapcsolódó nézetei, miszerint maga az idő múlása, és az ember (a szubjektum) által átélt idő különböznek, Proust munkásságára is jelentős hatással voltak, műveiben alapvető momentumok. Csodálta ugyanakkor Anatole France műveltségét és elegáns stílusát, de míg France a való életben és írásaiban a létező társadalmi kérdésekkel foglalkozott, addig Proustot csak a társadalom bizonyos csoportja, így például a nemesség „önmagában létező” világa érdekelte.
1908 fontos év volt Proust írói fejlődése szempontjából. Az év elején különféle folyóiratokban megjelentetett néhány paródiát más írók modorában; ezek a gyakorlatok arra szolgáltak, hogy megtalálja saját stílusát olyan írók segítségével, akiket csodált. Ugyanennek az évnek a tavaszán és nyarán Proust írt néhány töredéket, melyek később a Sainte-Beuve ellen (Contre Sainte-Beuve) cím alatt álltak össze. Proust a következőket írta egy barátjának: „Folyamatban van több munkám is: egy a nemességről, egy párizsi regény, egy esszé Sainte-Beuve-ről és Flaubert-ről, egy esszé a nőkről, egy a pederasztiáról (nem könnyű kiadni), egy tanulmány a festett üvegablakokról, egy tanulmány a regényről.”
Proust ezekből a különböző témájú töredékekből belekezdett egy regénybe. A munka nyers terve egy első szám első személyű elbeszélőt állított a középpontba, aki képtelen aludni; éjszaka gyerekkora eseményeire emlékezik, miközben arra vár, hogy anyja reggel megjelenjen az ágya mellett. A regény jegyzetfüzeteinek több eleme hasonlóságot mutat a későbbi Az eltűnt idő nyomában egyes részeivel, mint például Combray leírása, és Swann szerelme az első kötetben, azonkívül a regény befejezése a hetedikben. Tekintettel arra, hogy ehhez az eléggé újszerű regényhez nem volt könnyű kiadót találni, Proust még egyszer nekifogott a regény megírásának, ugyanazokkal a témákkal. Ebből kerekedett ki Az eltűnt idő nyomában című regényfolyam, ami aztán egészen másféle fogadtatásra talált.

## Az eltűnt idő nyomában
A hétkötetes, közel 3200 oldalas és több mint 2000 irodalmi karaktert felvonultató regényt Proust 1909-ben kezdte el írni, és valamivel a halála előtt fejezte be. Első kötete, a Swann, 1913. november 13-án jelent meg. Graham Greene a 20. század legnagyobb regényíróját látta Proustban, míg Somerset Maugham az időről megírt leghatásosabb műnek nevezte a regényt. Proustot halála megakadályozta abban, hogy az utolsó három kötetet ellenőrizze, ezért azokat testvére, Robert szerkesztette és jelentette meg a szerző halála után.

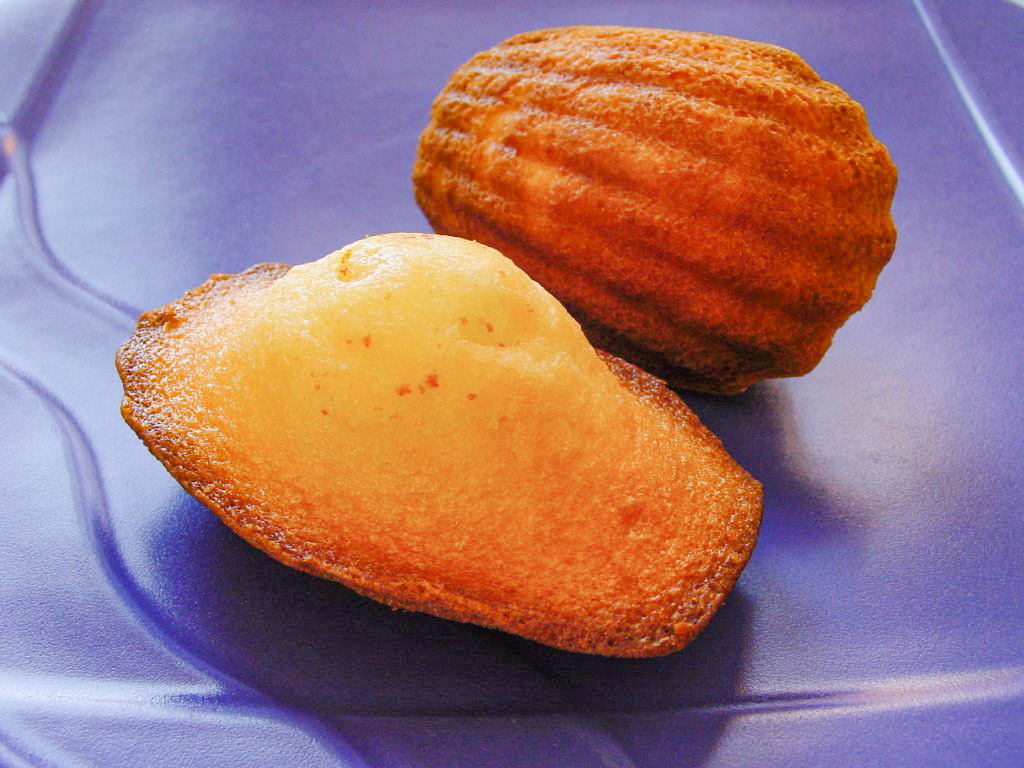
Madeleine-ek

Az első két kötet 1919-es közös kiadása (Swann; Bimbózó lányok árnyékában) Goncourt-díjat eredményezett a szerzőnek, melynek révén széles körben ismertté és elismertté vált Proust művészete.
A regény leghíresebb részlete az a jelenet, ahol az elbeszélő egy madeleine-nek nevezett süteményt merít a teájába, és a sütemény íze felidézi a Combray-ben töltött gyermekévek ízeit és hangulatát. Az önéletrajzi regény főbb eszközei az emlékezés, az öntükrözés és a gondolatok szabad áramlása az idősíkok egybemosásával. Proust monumentális munkája James Joyce Ulyssesével és Robert Musil Tulajdonságok nélküli emberével vetekszik. A szerző számos magyar és nemzetközi íróra, költőre volt hatással; az utóbbiak között volt Virginia Woolf, Samuel Beckett, Harold Pinter, Luigi Pirandello, Miguel de Unamuno és Jack Kerouac.
Magyarországon Proust művét elsőként és elsősorban Gyergyai Albert fordítása és tanulmányai tették ismertté.

## Műveinek bibliográfiája
- 1896 Gyönyörűségek és napok/Les plaisirs et les jours (tanulmánykötet)
- 1904 La Bible D'Amiens (Ruskin The Bible of Amiens című művének fordítása)
- 1906 Sésame et les lys (Ruskin Szezámok és liliomok (Sesame and Lilies) című művének fordítása)
- 1913-1927 Az eltűnt idő nyomában/A la recherche du temps perdu (regényfolyam)
  - 1. Swann/Du côté de chez Swann 1913
  - 2. Bimbózó lányok árnyékában/A l'ombre des jeunes filles en fleurs 1919
  - 3. Guermantes-ék/Le Côté de Guermantes 1920/1921 (két kötetben)
  - 4. Szodoma és Gomorra/Sodome et Gomorrhe 1921/1922 (két kötetben)
  - 5. A fogoly lány/La Prisonnière 1923
  - 6. Albertine nincs többé (A szökevény)/Albertine disparue(La Fugitive)/ 1925
  - 7. A megtalált idő/Le Temps retrouvé 1927
- 1919 Pastiches et mélanges
- 1954 Sainte-Beuve ellen/Contre Sainte-Beuve (irodalomkritikai tanulmány)
- 1954 Jean Santeuil (befejezetlen regény)

## Magyarul
- Az eltűnt idő nyomában Swann, 1-3.; ford. Gyergyai Albert; Grill, Bp., 1937
- Az eltűnt idő nyomában Bimbózó lányok árnyékában, 1-4.; ford. Gyergyai Albert; Grill, Bp., 1938
- Guermantes-ék; ford., jegyz. Gyergyai Albert, sajtó alá rend. Somló Vera; Európa, Bp., 1983
- Álmok, szobák, nappalok (Contre Sainte-Beuve); ford. Lóránt Zsuzsa; Filum, Bp., 1997
- Az eltűnt idő nyomában IV. Szodoma és Gomorra (ford. Jancsó Júlia, jegyz. Karafiáth Judit), Atlantisz Könyvkiadó, Budapest, 2001 (Veszedelmes viszonyok), ISBN 9789639165618
- Az eltűnt idő nyomában I. Swann (ford. Gyergyai Albert). Bp.: Magvető, 2006. ISBN 963-14-2535-5
- Az eltűnt idő nyomában II. Bimbózó lányok árnyékában (ford. Gyergyai Albert). Bp.: Magvető, 2006. ISBN 963-14-2534-7
- Az eltűnt idő nyomában III. Guermantes-ék (ford. Gyergyai Albert). Bp.: Magvető, 2006. ISBN 963-14-2535-5
- Az eltűnt idő nyomában VI. Albertine nincs többé (A szökevény), (ford. Jancsó Júlia, jegyz. és utószó Karafiáth Judit), Atlantisz Könyvkiadó, Budapest, 2005 (Veszedelmes viszonyok), ISBN 9789639165847
- Az eltűnt idő nyomában VII. A megtalált idő (ford. Jancsó Júlia, jegyz., utószó Karafiáth Judit), Atlantisz Könyvkiadó, Budapest, 2009 (Veszedelmes viszonyok), ISBN 9789639777064
- Az eltűnt idő nyomában V. A fogoly lány (ford. Jancsó Júlia, jegyz. és utószó Karafiáth Judit), Atlantisz Könyvkiadó, Budapest, 2012 (Veszedelmes viszonyok), ISBN 9789639777217
- Az eltűnt idő nyomában I. – Swannék oldala (ford. Jancsó Júlia, jegyz. és utószó Karafiáth Judit), Atlantisz Könyvkiadó, Budapest, 2017 (Veszedelmes viszonyok), ISBN 9789639777439
- Az eltűnt idő nyomában II. – Virágzó lányok árnyékában (ford. Jancsó Júlia, jegyz. és utószó Karafiáth Judit), Atlantisz Könyvkiadó, Budapest, 2021 (Veszedelmes viszonyok), ISBN 9789639777644
- A titokzatos levélíró és más kiadatlan novellák; szöveggond., jegyz., bev., utószó Luc Fraisse, ford. Jancsó Júlia, előszó és utószó ford. Moldvay Tamás; Atlantisz, Budapest, 2022 (Veszedelmes viszonyok)
- A hetvenöt kéziratlap és egyéb kiadatlan írások; sajtó alá rend. Nathalie Mauriac Dyer, előszó Jean-Yves Tadié, ford. Forgách András; Jelenkor, Budapest, 2023
- Az eltűnt idő nyomában III. – A Guermantes-oldal (ford. Jancsó Júlia, jegyz. és utószó Karafiáth Judit), Atlantisz Könyvkiadó, Budapest, 2024 (Veszedelmes viszonyok), ISBN 9789639777774

## Szakirodalom
- Deleuze, Gilles: Proust (ford. John Éva), Atlantisz Könyvkiadó, Budapest, 2002 (Veszedelmes viszonyok), ISBN 9789639165601

## Online szövegek
- Marcel Proust művei a Gutenberg Projektben (Az első 4 kötet francia nyelven és a Swann angol fordítása.)
- University of Adelaide Library (Az első 4 kötet francia nyelven és a teljes regény angolul.)